# Škoda 720
Škoda 720 byl prototyp vozu střední třídy s klasickým uspořádáním pohonu (motor uložený vpředu podélně, pohon zadních kol), který se vyvíjel v letech 1967–72 v automobilce AZNP v Mladé Boleslavi a který měl přijít do sériové výroby v roce 1973. Obchodní označení vozů mělo být Škoda 1250 a Škoda 1500.

## Začátek vývoje
Původním impulsem byl dokument tehdejšího ředitele AZNP Josefa Kadeřávka „Návrh základních technických podmínek pro střední osobní vůz Škoda 1500“ z listopadu 1959, kde předpokládal roční výrobu cca 100.000 vozů od roku 1970. Automobilka se (nakonec neúspěšně) snažila o udržení dvou modelových řad osobních automobilů – nová řada měla mít komfortní samonosné karosérie ve verzích sedan, kupé, kabriolet, kombi, dodávka a sanitka. Podvozek na rozvoru 2500 mm měl být řešen jako transaxle, tj. motor vpředu nadél a převodovka 4+1 u poháněné zadní nápravy, přičemž motor měl být vodou chlazený šestiválec OHV 1482 cm³ / 48 kW (65 k), který měl být odvozený od čtyřválce 988 cm³ / 31 kW (42 k) pro tehdy vyvíjený kompaktní rodinný vůz Škoda 1000 MB, při vývoji interně pojmenovaný jako NOV (nový osobní vůz).
Ale o druhé typové řadě se mohlo začít znovu vážně uvažovat až v roce 1965, kdy už se výroba embéček ve zcela nově postavené automobilce rozběhla. V březnu 1966 byl tedy zpracován dokument „Alternativy řešení výhledového typu NOV II.“, který už uvažoval jen o čtyřválcových motorech a čtyřech variantách prostorového řešení:
- PP 020, rozvor 2550 mm, motor OHC vpředu nadél, převodovka u motoru, pohon zadních kol
- PP 024, rozvor 2550 mm, motor OHC vpředu nadél v bloku s převodovkou a rozvodovkou, pohon předních kol
- PP 009 neboli „mezityp NOV“ byla v podstatě upravená Š 1000 MB, ale s ležatým motorem a alternativním chladičem vpředu
- PP 011 také vycházel ze Š 1000 MB, ale předpokládal otočení hnacího agregátu o 180° a jeho přenesení vpřed pro pohon přední nápravy.

Nakonec byla rozvíjena varianta PP 020, již s oficiálním interním typovým označením Škoda 720 (s motory 1250 a 1500 cm³, historicky navazující na modelovou řadu Favorit). Technické a estetické řešení Š 720 měla na starosti řada špičkových odborníků – na rozdíl od velmi skromného týmu řešitelů menší řady Škoda 740 (s motory 900 a 1100 cm³, historicky navazující na modelovou řadu Rapid a nahrazující Škodu 1000 MB). Přitom obě řady měly být vyráběny jako sedany, tudory a kombi, jen řada 720 navíc i jako kupé. Obě řady měly být se dvěma druhy motorů, přičemž vizuálním rozpoznávacím znakem mezi verzemi měla být přední maska – slabší vůz měl mít pouze dva reflektory, zatímco verze se silnějším motorem měla mít vpředu čtveřici světlometů. Stejným způsobem se později lišily vozy Škoda 110 od slabších Škoda 100, resp. silnější Škoda 120 LS a 120 GLS od slabších verzí Škoda 105/120.
Projekt „Rozvoj integrované výroby osobních vozů v ČSSR“ z roku 1967, zpracovaný na popud nového ředitele AZNP Ing. Josefa Šimona, totiž opět předpokládal dvě nosné modelové řady Škoda.

## Vývoj podvozku
Hlavním projektantem byl Ing. František Uhlíř. Koncepce byla jasná: motor umístěný podélně nad přední nápravou. Navazující čtyřstupňová manuální převodovka (alternativně automatická převodovka), spojovací hřídel, pohon zadních kol. Při návrzích se údajně uvažovalo i o pokrokových prvcích příplatkové výbavy, jakými byla klimatizace, posilovač řízení, kotoučové brzdy na zadních kolech a prý i ABS – pravděpodobnost těchto údajů ale musíme porovnat i s tehdejší realitou jak mezi subdodavateli, tak mezi konkurencí. Vzhledem k plánovanému vývozu a očekávané tržbě v devizách byli přitom subdodavatelé z československého koncernu PAL nekompromisně tlačeni k bezvýhradnému akceptování vzhledových, případně i funkčních vlastností svých komponentů. Někteří pak na vývoji aktivně spolupracovali – zejména Motor České Budějovice (příprava paliva) a Autobrzdy Jablonec nad Nisou (brzdy, tlumiče).
Podvozkové skupiny zajišťoval konstruktér Ing. Ivan Roček. Samozřejmostí byla všechna kola nezávisle zavěšená, vpředu systémem McPherson, vzadu trojúhelníková ramena se šikmou osou kývání. Hřebenové řízení, kapalinové brzdy vpředu kotoučové, vzadu bubnové, případně s posilovačem (zkoušeny byly jak tuzemské výrobky, tak výrobky Girling a Dunlop).
Vedoucí vývoje motoru byl Ing. František Fidrmuc. Motory byly zásadně čtyřtaktní, vodou chlazené řadové zážehové čtyřválce OHC, a byly smontovány postupně: silnější varianty 1498 cm³ (80×74,5 mm; 62,5 kW (85 k) při 5300 1/min; 125 Nm při 4000 1/min) v pěti kusech na jaře 1968, slabší varianty 1236 cm³ (80×61,5 mm; 48,5 kW (66 k) při 5500 1/min; 98 Nm při 4000 1/min) ve třech kusech na podzim 1969. Existoval také nejméně jeden motor 1772 cm³ (87×74,5 mm; 70 kW (95 k) při 5250 1/min; 152 Nm při 3500 1/min), který byl určen mj. pro souběžně vyvíjenou modernizaci užitkového automobilu Š 1203). Po ukončení projektu se ještě zkoušely motory o kubatuře až 2 l, osazené např. v kupé Škoda 200 RS. Celkem bylo vyrobeno 14 motorů.

## Vývoj karosérie
Na rozdíl od podvozku se karosérie měnila dosti výrazně.

### Milan Strejček
Milan Strejček z ÚVMV byl patrně vůbec prvním řešitelem karosérie Š 720, i když ne oficiálním. Již v roce 1965 vytvořil sérii čtyř ideových návrhů: sedan se šikmou zádí, kombi, kupé a pick-up. Na jaře 1966 dokonce ÚVMV vyrobil maketu 1:1 a na parkovišti ji nechal nafotit pro porovnání se skutečnými vozidly.

### Josef Brokeš
Ing. Josef Brokeš byl karosářem pobočného závodu AZNP Kvasiny. Jeho odvážně tvarovaný čtyřdveřový fastback s negativním sklonem čel byl zjevně inspirován slavným Renaultem 16 svou splývavou zádí i obrovskou zasklenou plochou (a tedy vynikajícím výhledem do všech stran). První funkční vzorek s motorem 1,5 l se začal stavět na jaře 1967, v říjnu téhož roku byl dokončen, ale vlivem použitých technologií byl méně elegantní než maketa. Navíc trpěl mizernou odolností ve zkrutu i ohybu, už po 6.000 km jízdních zkoušek se karosérie viditelně deformovala.
Už tehdy se automobilka začala ohlížet po zahraničních designérech a málem se dohodla s Vignalem, ale pro nedostatek deviz nemohla spolupráce začít. Bylo tedy rozhodnuto opustit fastback, vrátit se ke klasickému sedanu a řádné vyztužit podlahovou část masivními podélníky.

### Jan Žáček
Ing. Jan Žáček, mladoboleslavský karosář, částečně vycházel z Brokeše. Přešel však na pontonový tvar karosérie. Poněkud bižuterní přední čela a hranaté tvary vedly k nelichotivé přezdívce Žáčkovy boudy, karosérie sedanů i kombi však již byly výrazně tužší a trvanlivější. Vzniklo celkem pět vozů:
- Š 720 I-1: stříbrný sedan 1,5 l, dokončen 12. 8. 1968. Jízdní a životnostní zkoušky dokončil 30. 3. 1969 s 54.600 km, po repasi sloužil ke zkouškám v českobudějovickém Motoru. V listopadu 1969 na něm byla provedena bariérová zkouška.
- Š 720 I-2: červený sedan 1,25 l, dokončen v září 1968. Maximální rychlost 136 km/h, průměrná spotřeba 8,8 l při 58 km/h a 10,3 l při 75 km/h. Jízdní a životnostní zkoušky dokončil v červnu 1969 při stavu 53.400 km, pak na něm jablonecké Autobrzdy zkoušely různé sestavy brzd a v červnu 1971 byl odprodán.
- Š 720 I-3: zelený sedan 1,5 l, dokončen v prosinci 1968. Sloužil jako předváděcí vůz a v červnu 1969 jej převzal Ústav pro výzkum motorových vozidel pro konstruktérské zkoušky.
- Š 720 I-4: původně světle zelené kombi 1,5 l, dokončeno ve Vrchlabí v listopadu 1968. Jízdní a životnostní zkoušky byly opakovaně přerušovány pro vady až příliš bohatě prosklené karosérie, předčasně ukončeny v červenci 1969 při stavu 35.800 km. Vozidlo bylo sice vylepšeno (teleskopické tlumiče zadní nápravy namísto pákových, zesílení konstrukce dodatečně navařeným 1,5 mm tlustým plechem včetně oblasti C a D sloupků, výztuha nad zadní nápravou apod. – dostupné tovární snímky většinou zobrazují původní stav vozu), ale nakonec bylo osazeno motorem 1,25 l a dne 18. 11. 1971 byl vůz odprodán.
- Š 720 I-5: kupé 1,5 l, dokončeno v Kvasinách v lednu 1969. Maximální rychlost 148 km/h, průměrná spotřeba 11,5 l při 100 km/h. Většinou sloužilo jen pro zkoušky brzd nebo jako předváděcí vozidlo, do října 1969 absolvovalo 9.500 km.

Automobilce bylo zřejmé, že na kvalitním podvozku se musí nalézat pohledná karosérie a že ani jeden z šesti dosud vyrobených vzorků by příliš prodejný nebyl. Přitom počítala s náběhem výroby v roce 1973 a s plnou roční výrobou 120.000 vozů od roku 1975.

### Ital Design
Na jaře 1969 konečně automobilka, na popud tehdejšího hlavního konstruktéra AZNP Ing. Františka Sajdla, mohla začít jednat s italskými designérskými společnostmi a dosáhla toho, že jí byly přiděleny devizy: 8. 5. 1969 byla uzavřena smlouva mezi AZNP a ČAZ (Československé automobilové závody, trust všech československých podniků činných v segmentu automotive) o návratné dotaci 3,86 mil. Kčs a do hry vstoupila firma Ital Design, tedy již tehdy uznávaný italský designér Giorgetto Giugiaro.
Během čtyř měsíců Italové definitivně doladili Brokešovy a Žáčkovy linie a začaly vznikat skutečně reprezentativní stroje:
- Š 720 ID-1: sedan 1,5 l, dokončen v ID 30. 8. 1969. Italové ji pro jistotu označili jako „pojízdnou maketu nevhodnou ke zkouškám“, ale vývojáři vůz podrobili intenzivním jízdním zkouškám a do června 1970 vůz najezdil 60.000 km. Maximální rychlost 157 km/h, průměrná spotřeba 9 l při 78 km/h. Zadní část karosérie, do které navíc silně zatékalo, stále ještě trpěla malou tuhostí.
- Š 720 ID-2: bílý sedan 1,5 l, dokončen v ID v květnu 1970. Absolvoval opět intenzivní jízdní zkoušky, do června 1971 najezdil 80.000 km. Maximální rychlost 159 km/h, spotřeba neudána.
- Š 720 AD-1: sedan 1,5 l, dokončen v AZNP v září 1970. Absolvoval životnostní zkoušky (80.000 km) v oborové zkušebně ČAZ, v listopadu 1971 zničen při bariérové zkoušce.
- Š 720 AD-2: bílošedý sedan 1,25 l, dokončen v AZNP koncem roku 1970. Jízdní a životnostní zkoušky ukončeny v únoru 1972 při stavu 55.000 km.
- Š 720 AD-3: hnědý sedan 1,5 l v exportním provedení s pravostranným řízením, dokončen v AZNP koncem roku 1970. Jízdní a životnostní zkoušky (zpestřené dvěma nehodami) ukončeny v únoru 1972 při stavu 78.000 km.
- Š 720 AD-4: kombi 1,5 l s delším zadním převisem, dokončeno v AZNP v červnu 1971. Absolvovalo homologační zkoušky ČAZ včetně dálničních v NDR, v únoru 1972 najeto 45.000 km.
- Š 720 Fastback: červené kupé 1,25 l s tvarově naprosto odlišnou karosérií (nese evidentní rysy budoucí typové řady Škoda 742), dokončeno v ID v březnu 1971. Vůz byl nejprve předváděn vládním delegacím, poté odzkoušen v umělém dešti (silně do něj zatékalo) a pak absolvoval jízdní zkoušky: maximální rychlost 133,5 km/h, průměrná spotřeba 9,3 l. V červenci 1971 dostal vůz motor 1,8 l a rychloběžný převod, maximální rychlost vzrostla na 161 km/h a spotřeba na 10,5 l. Zkoušky dokončeny v únoru 1972 při stavu 76.000 km. Vůz pak dostal motor 1,5 l a sloužil jako služební pro ředitelství AZNP. Zřejmě právě tento vůz je vystaven v Technickém muzeu v Brně.

## Oddalování výroby
K sériové výrobě nikdy nedošlo, i když už byl určen termín jejího náběhu: v létě 1973 sedan v Mladé Boleslavi a kombi ve Vrchlabí, v roce 1974 kupé v Kvasinách. Dokonce byly i stanovené ceníky: při výrobních nákladech 25.240 Kčs se předpokládala velkoobchodní cena 27.140 Kčs a maloobchodní prodejní cena vozu v základní výbavě měla být 30.000 Kčs za Škodu 1250 a 35.000 Kčs za Škodu 1500.
V létě 1970 samy AZNP ve své zprávě konstatují, že kvůli nejisté budoucnosti projektu se příprava výroby zpomaluje v AZNP i u subdodavatelů a že sériová produkce nezačne dřív než v roce 1975, pokud ústřední orgány projekt řádně nepodpoří. Vláda ČSSR se ovšem zachovala obráceně: 18. 4. 1971 rozhodla, že projekt Š 720 převezmou (tehdy dosud neexistující) Bratislavské automobilové závody jako finalista s kapacitou 150.000 vozů ročně a že AZNP započne v kooperaci s NDR nový projekt automobilu s předním pohonem kol – pozdější Škoda 760.
Do 30. 6. 1971, kdy byla podepsána převodní smlouva mezi AZNP a BAZ, byly celkové náklady na projekt Š 720 vyčísleny na 37.372.870 Kčs, přičemž 483 tisíc Kčs činila nevratná státní dotace a dalších 26,7 milionu Kčs byla nevratná dotace z oborového fondu Generálního ředitelství ČAZ. AZNP a BAZ koncem listopadu 1971 uzavřely „Hospodářskou smlouvu o dodávce a spolupráci na vývojových pracích osobního automobilu Š 720“ a sériovou výrobu stále nikdo nevylučoval: tehdy asi nikdo netušil, že základní kámen BAZ bude položen až v roce 1974, že tato automobilka nikdy nebude plnohodnotně fungovat a že až v 80. letech vyrobí malé série vozů Škoda Garde a Škoda Rapid).
Ve skutečnosti se však v BAZ postavily jen dva další sedany Š 720 OP-1 a Š 720 OP-2 jako „opakované prototypy“, v typové knize AZNP označené jako Škoda 731.

## Přehled vyrobených vozů
| Vůz          | Karosérie          | Rozměry (d, š, v)     | Pohotovostní hmotnost | Objem motoru          | Výkon / při otáčkách                                                              | Točivý moment / při otáčkách                                          | Max. rychlost           | Zrychlení 0 – 100 km/h | Spotřeba (l / 100 km) |  |
| ------------ | ------------------ | --------------------- | --------------------- | --------------------- | --------------------------------------------------------------------------------- | --------------------------------------------------------------------- | ----------------------- | ---------------------- | --------------------- |  |
| 720 FV       | Brokeš, fastback   | 4404 × 1616 × 1400 mm | 1039 kg               | 1498 cm³              | - 64 kW (87 k) / 5500 (karburátor Weber) - 68 kW (92 k) / 5500 (karburátor Jikov) | - 122 Nm / 4000 (karburátor Weber) - 125 Nm / 4000 (karburátor Jikov) | 144 km/h                | 16,0 s                 |                       |  |
| 720 I-1      | Žáček, sedan       |                       |                       | 1498 cm³              |                                                                                   |                                                                       |                         |                        |                       |  |
| 720 I-2      | Žáček, sedan       | 4360 × 1630 × 1410 mm | 1012 kg               | 1236 cm³              | 51,5 kW (70 k) / 5500                                                             | 97 Nm / 4000                                                          | 136 km/h                | 24,2 s                 |                       |  |
| 720 I-3      | Žáček, sedan       |                       |                       | 1498 cm³              |                                                                                   |                                                                       |                         |                        |                       |  |
| 720 I-4      | Žáček, kombi       | 4420 × 1630 × 1410 mm | 1065 kg               | 1498 cm³              | 60 kW (82 k) / 5500                                                               |                                                                       | 146 km/h                |                        |                       |  |
| 720 I-5      | Žáček, kupé        | 4360 × 1630 × 1390 mm | 1061,5 kg             | 1498 cm³              | 62 kW (84 k) / 5500                                                               | 121 Nm / 3500 až 4000                                                 | 148 km/h                | 17,9 s                 |                       |  |
| 720 ID-1     | Ital Design, sedan | 4373 × 1653 × 1465 mm | 1130 kg               | 1498 cm³              | 62 kW (84 k) / 5500                                                               | 121 Nm / 3500 až 4000                                                 | 157 km/h                |                        |                       |  |
| 720 ID-2     | Ital Design, sedan | 4373 × 1653 × 1465 mm |                       | 1498 cm³              |                                                                                   |                                                                       | 159 km/h                |                        |                       |  |
| 720 AD-1     | Ital Design, sedan | 4373 × 1653 × 1465 mm |                       | 1498 cm³              |                                                                                   |                                                                       |                         |                        |                       |  |
| 720 AD-2     | Ital Design, sedan | 4373 × 1653 × 1465 mm |                       | 1236 cm³              |                                                                                   |                                                                       |                         |                        |                       |  |
| 720 AD-3     | Ital Design, sedan | 4373 × 1653 × 1465 mm |                       | 1498 cm³              | 62 kW (84 k) / 5500                                                               | 121 Nm / 3500 až 4000                                                 |                         |                        |                       |  |
| 720 AD-4     | Ital Design, kombi | 4420 × 1653 × 1465 mm |                       | 1498 cm³              | 62 kW (84 k) / 5500                                                               | 121 Nm / 3500 až 4000                                                 |                         |                        |                       |  |
| 720 Fastback | Ital Design, kupé  | 4180 × 1645 × 1400 mm | 1076 kg               | - 1236 cm³ - 1772 cm³ | - 48,5 kW (66 k) / 5500 - 70 kW (95 k) / 5250                                     | - 96 Nm / 3500 - 152 Nm / 3500                                        | - 133,5 km/h - 161 km/h | - 21,7 s - 13,3 s      | - 9,3 l - 10,5 l      |  |
| 720 OP-1     | Ital Design, sedan | 4373 × 1653 × 1465 mm |                       | 1236 cm³              |                                                                                   |                                                                       |                         |                        |                       |  |
| 720 OP-2     | Ital Design, sedan | 4373 × 1653 × 1465 mm |                       | 1498 cm³              |                                                                                   |                                                                       |                         |                        |                       |  |

## Ukončení projektu
22. 2. 1972 už ale na jednání u premiéra Lubomíra Štrougala padlo politické rozhodnutí o ukončení celého projektu Š 720 pro nedostatek investičních prostředků, i když vývojové práce ještě pokračovaly. 30. 11. 1972 pak přijala vláda ČSSR usnesení „O realizaci rozvoje výroby osobních automobilů v ČSSR“, který znamenal zákaz dalšího vývoje Š 720 a příkaz pro AZNP, aby další vývoj pokračoval jen v součinnosti s východoněmeckými automobilkami.
Kde hledat příčinu? Jako hlavní důvod pro zastavení projektu se někdy uvádí strach sovětských průmyslových tajemníků, že by Š 720 konkurovala jejich ladám („žigulíkům“). Vzhledem k tomu, že v SSSR byl obrovský neukojitelný hlad po osobních automobilech a že Sovětský svaz sám nabádal své satelity k samostatnosti v automobilizaci, lze tuto lidovou pověst označit za smyšlenku – nálada v okupovaném Československu ji ovšem nepochybně přiživovala.
Skutečná příčina je technická a v důsledku toho i finanční: řady 720 a 740 byly totiž vyvíjeny jako zcela nové auto, avšak bez jakékoliv vzájemné provázanosti (Š 720 – hliníkový motor, převodovka řešená jako skříň s víkem a umístěná u motoru; Š 740 – litinový motor; převodovka svisle půlená a umístěná u zadní nápravy) a tak by vzájemná záměnnost a sdílenost součástek byla minimální. Navíc zde chyběla i jakákoliv technologická návaznost na dosavadní výrobu.
Lze tedy říct, že už svým samotným konstrukčním zadáním se automobilka vydala do slepé uličky.
Musely by se totiž vybudovat zcela nové výrobní areály, pořídit zcela nové výrobní technologie v řádu miliard Kčs, jenže mladoboleslavská automobilka stále ještě splácela úvěry za tehdy zánovní technologie pro výrobu „embéček“ a bratislavská fakticky neexistovala, i když měla plodné vývojové středisko vzniklé z tehdejšího pobočného závodu Tatry.

## Dochované vozy

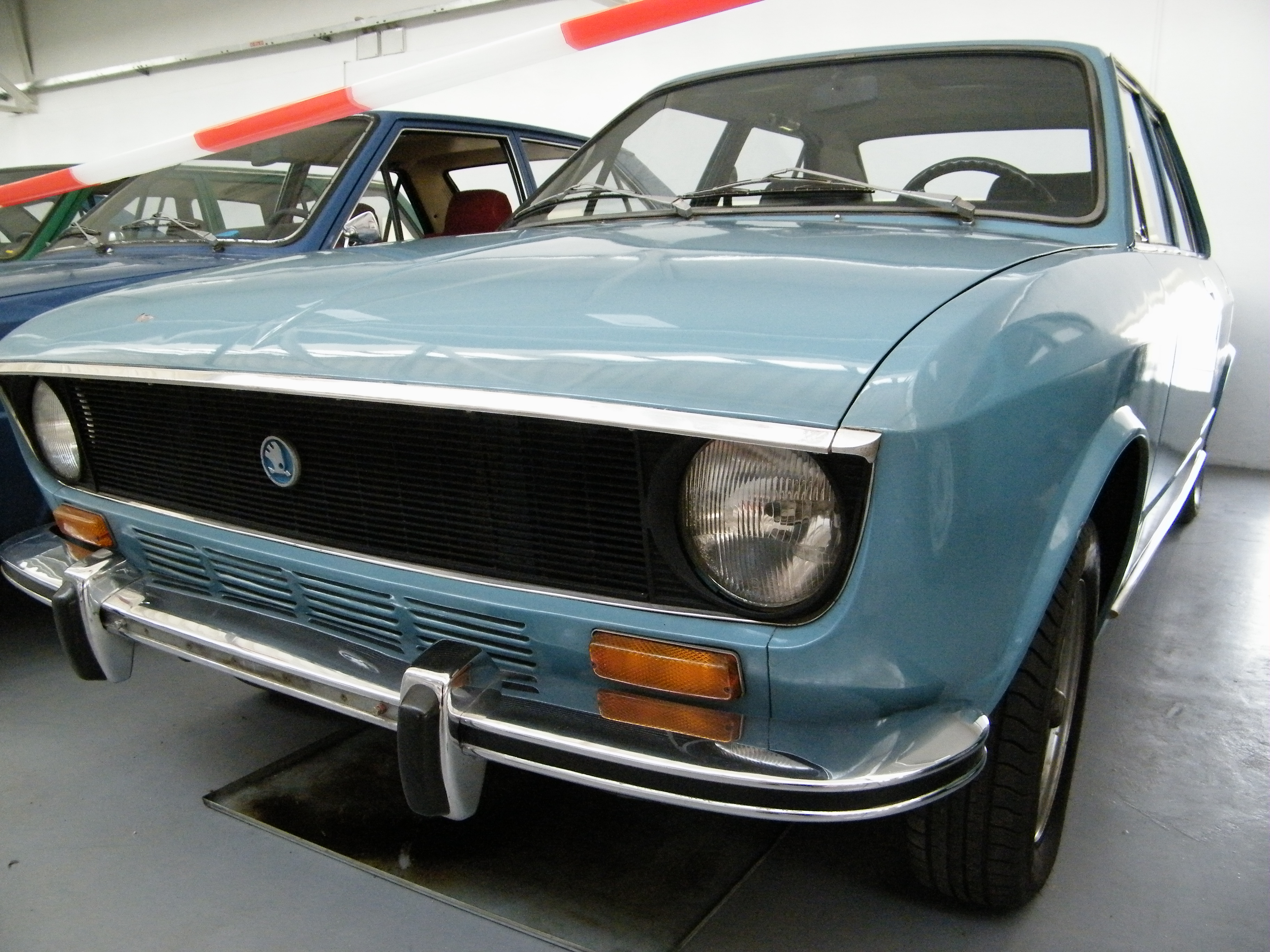
Škoda 720 OP-1 v depozitáři Škoda Auto a.s.
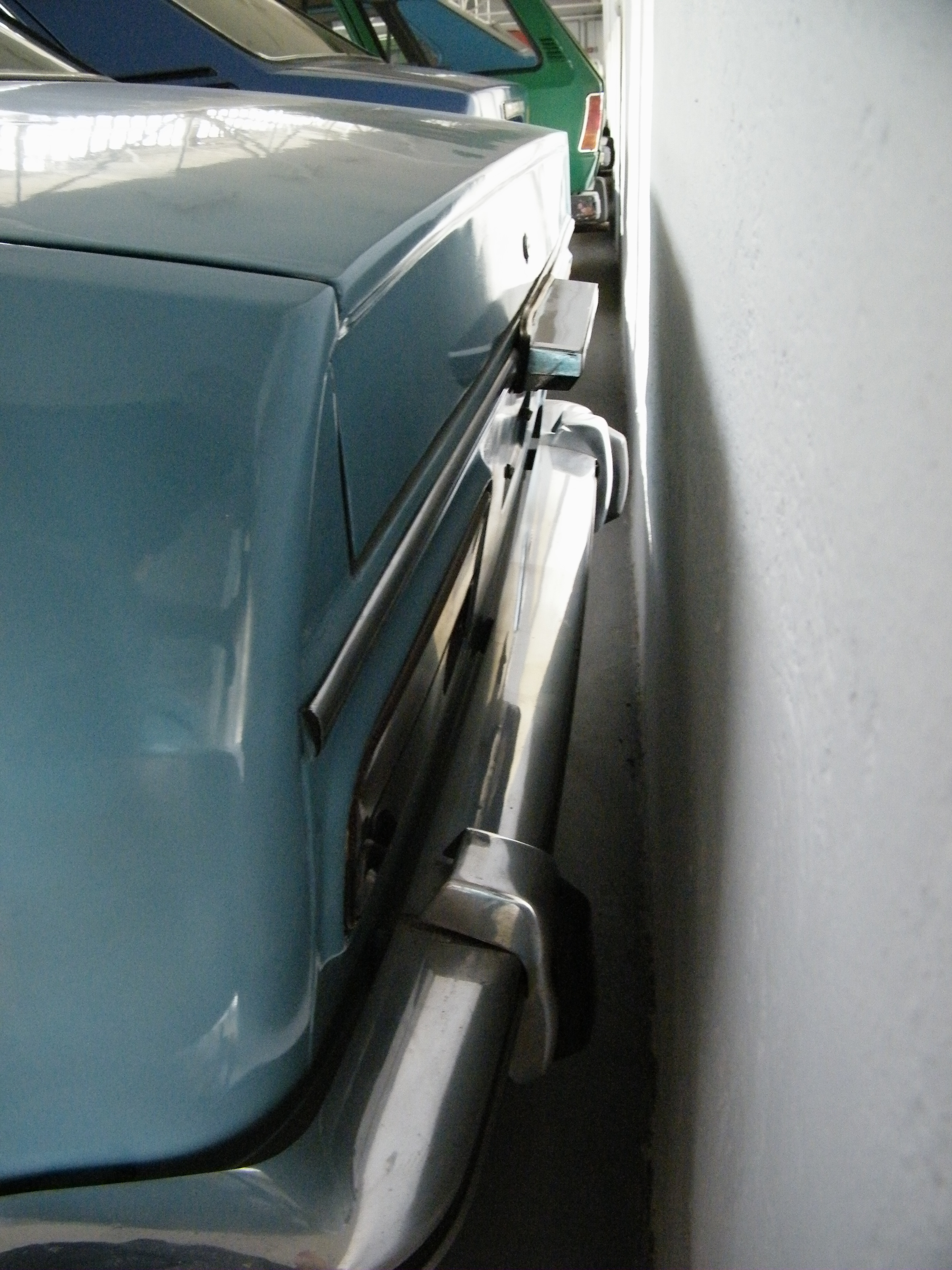
Škoda 720 OP-1 v depozitáři Škoda Auto a.s.
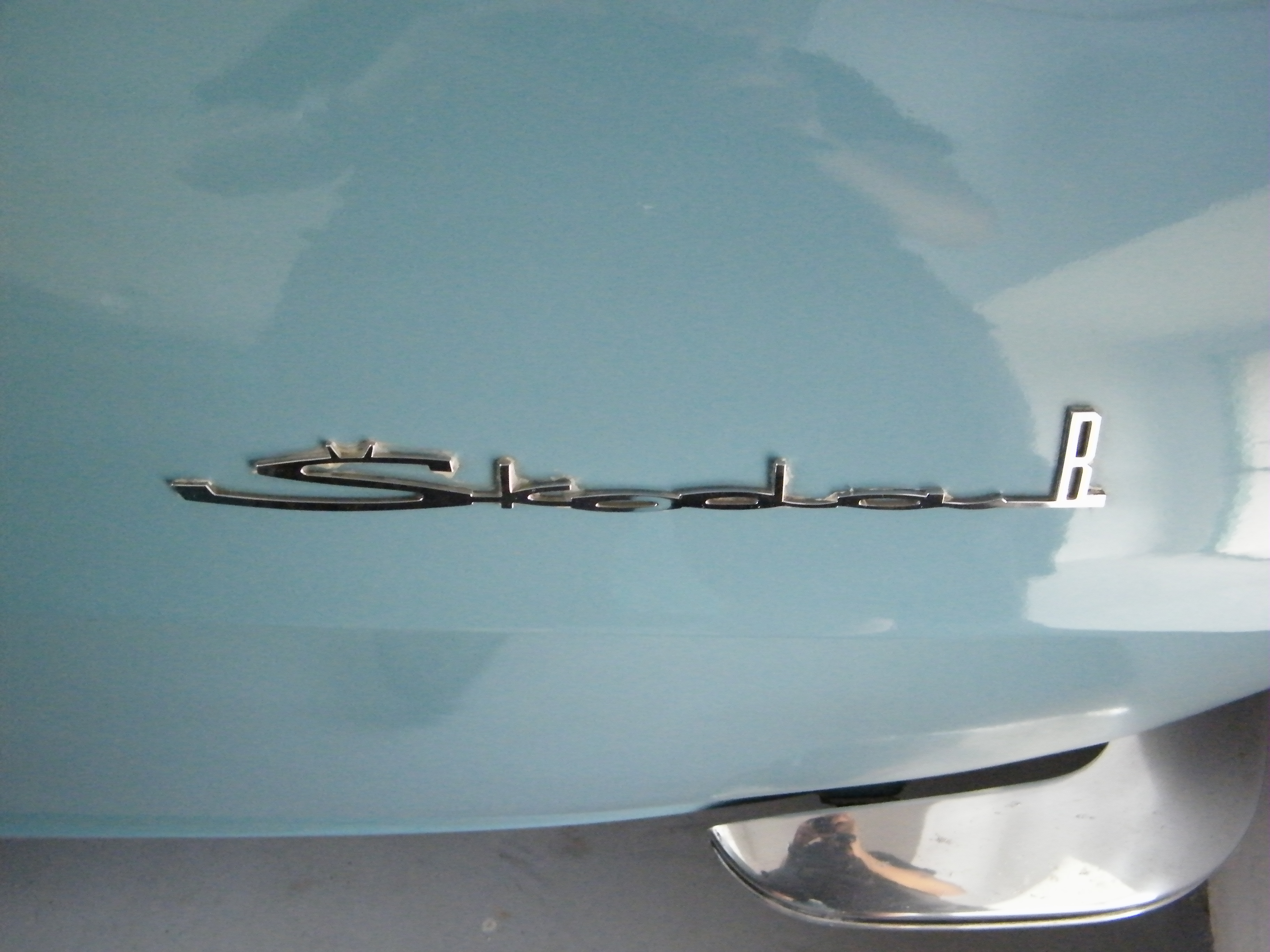
Škoda 720 OP-1 v depozitáři Škoda Auto a.s.
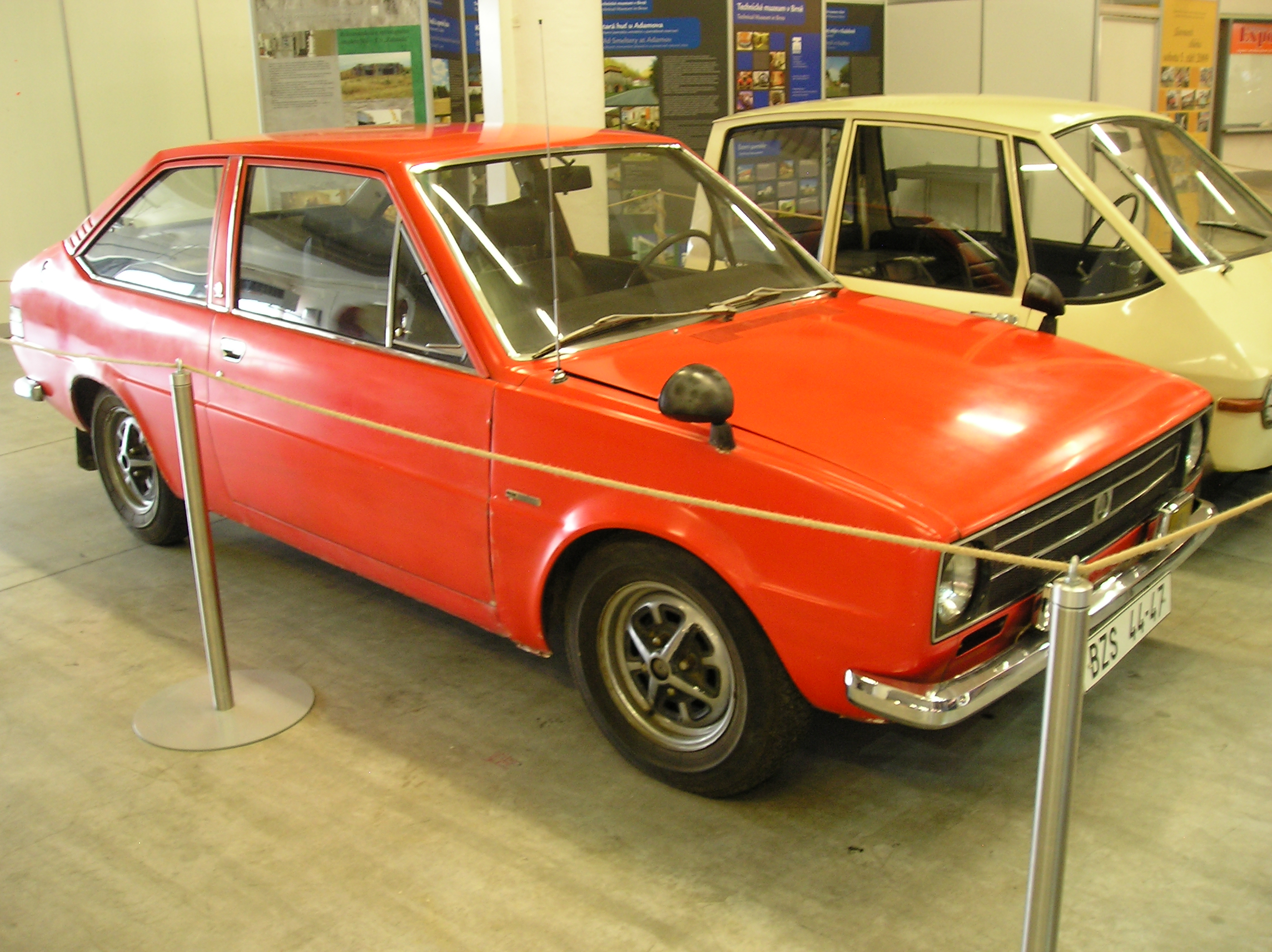
Škoda 720 Fastback v Technickém muzeu Brno
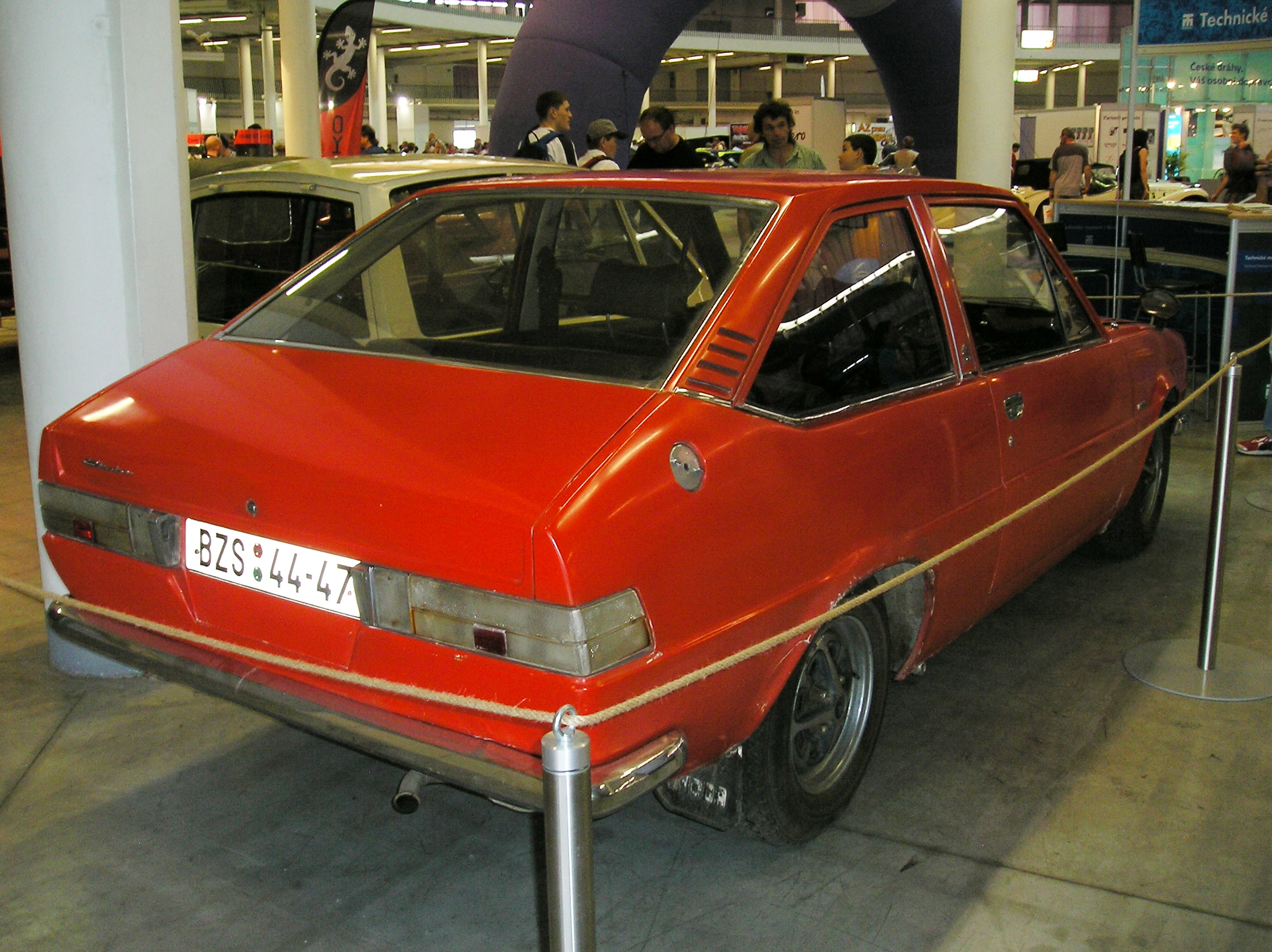
Škoda 720 Fastback v Technickém muzeu Brno
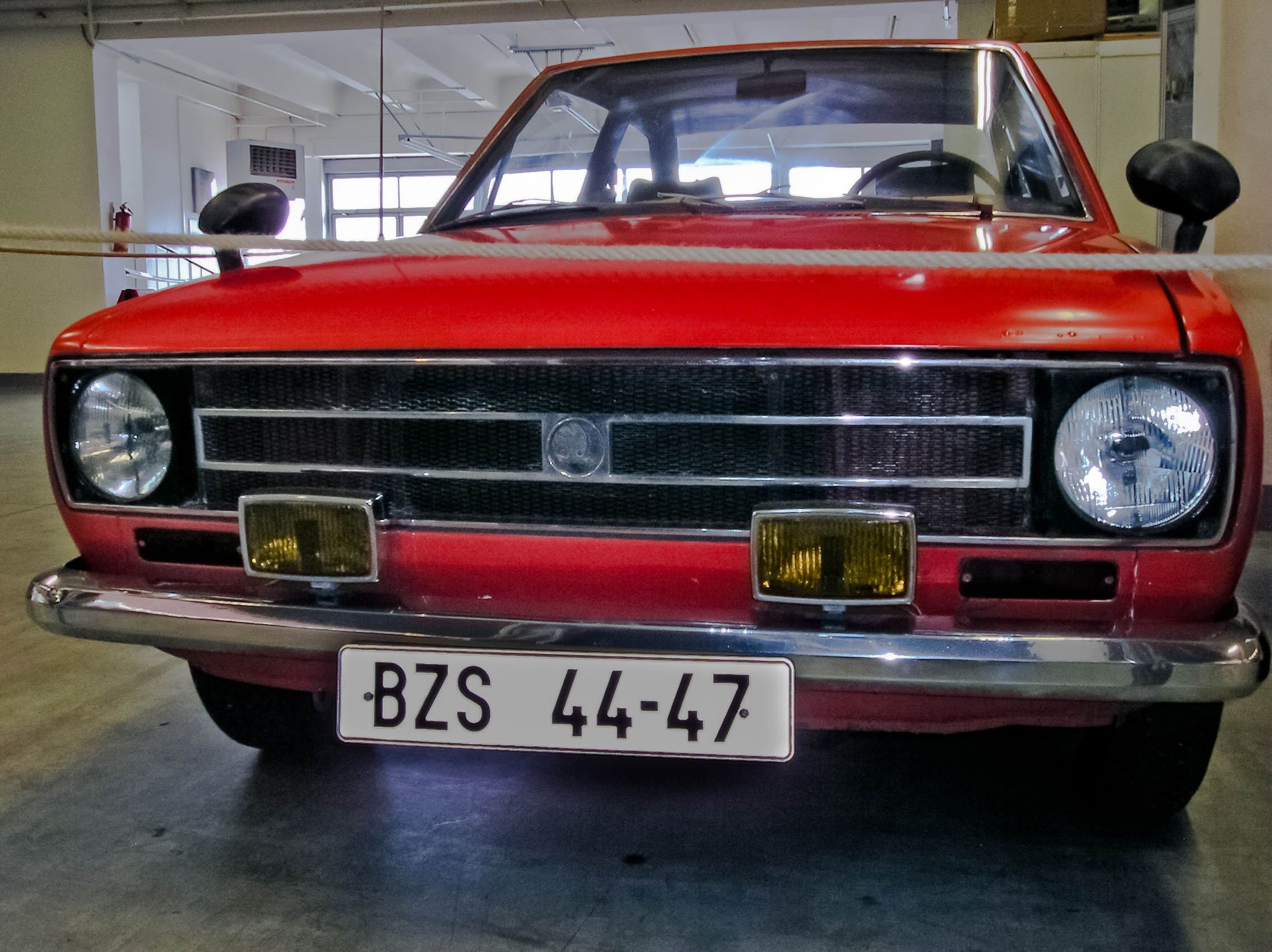
Škoda 720 Fastback v Technickém muzeu Brno
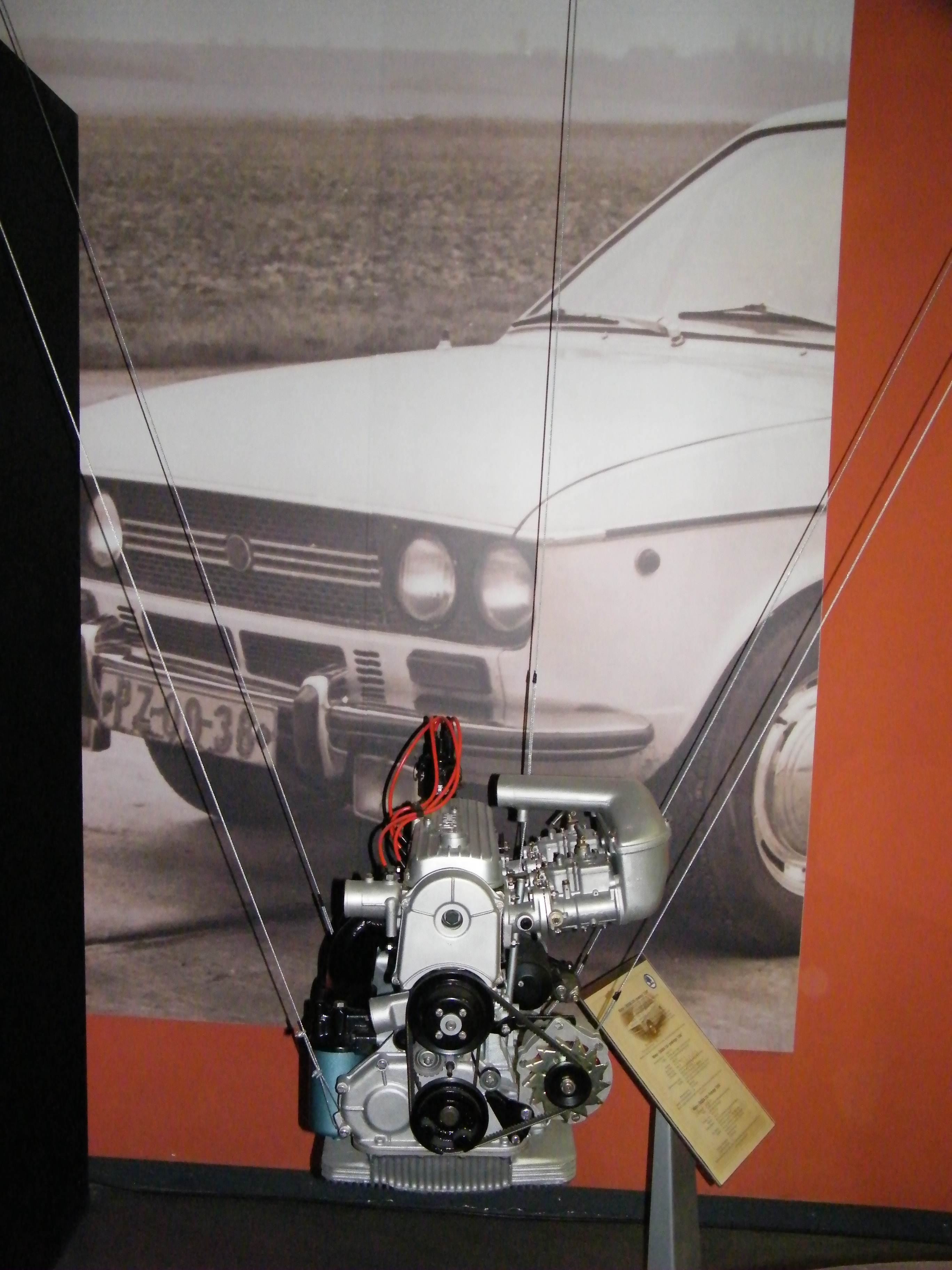
Motor Š 720/1500 s dvojitým karburátorem ve Škoda Auto Muzeu
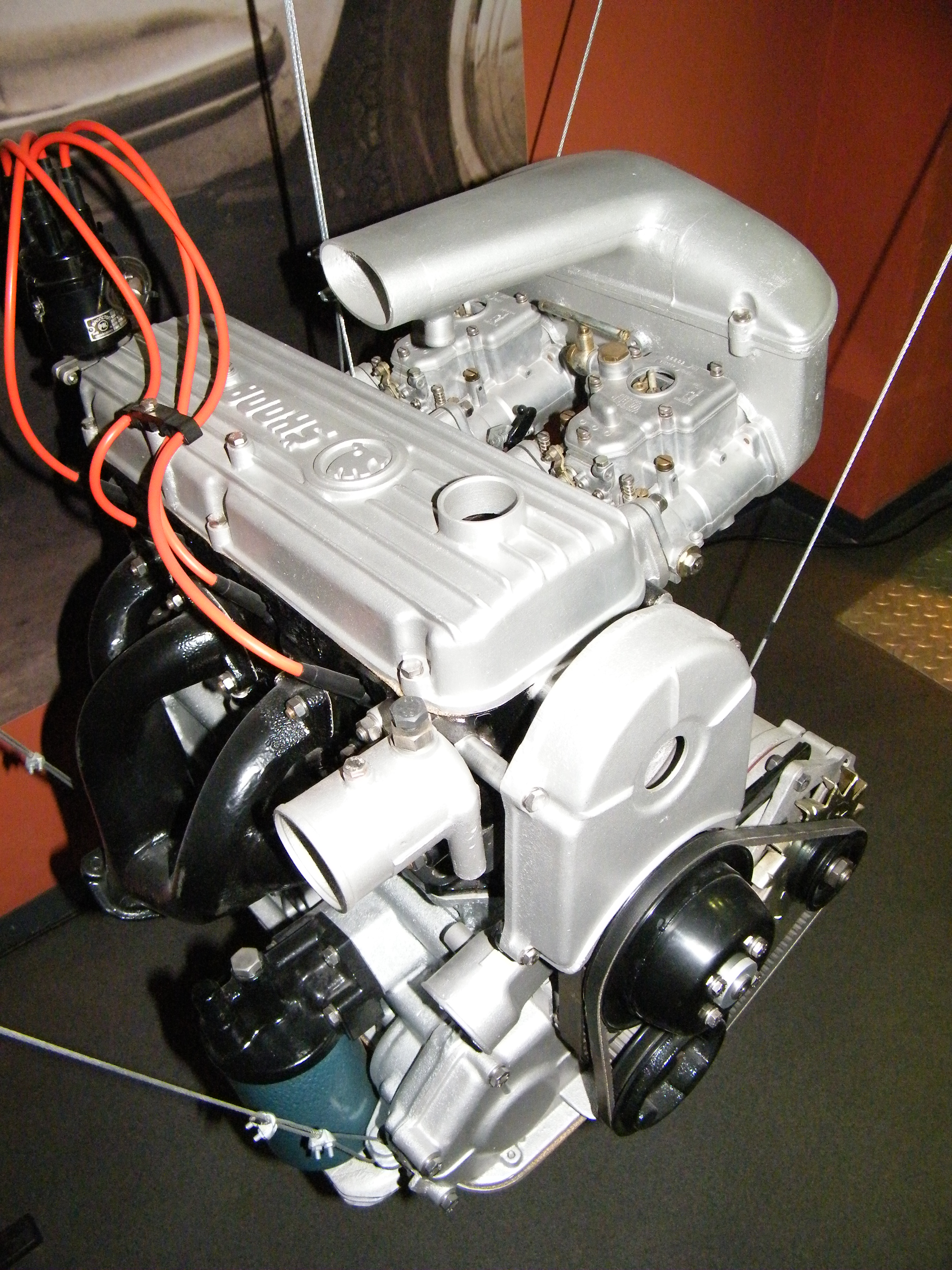
Motor Š 720/1500 s dvojitým karburátorem ve Škoda Auto Muzeu
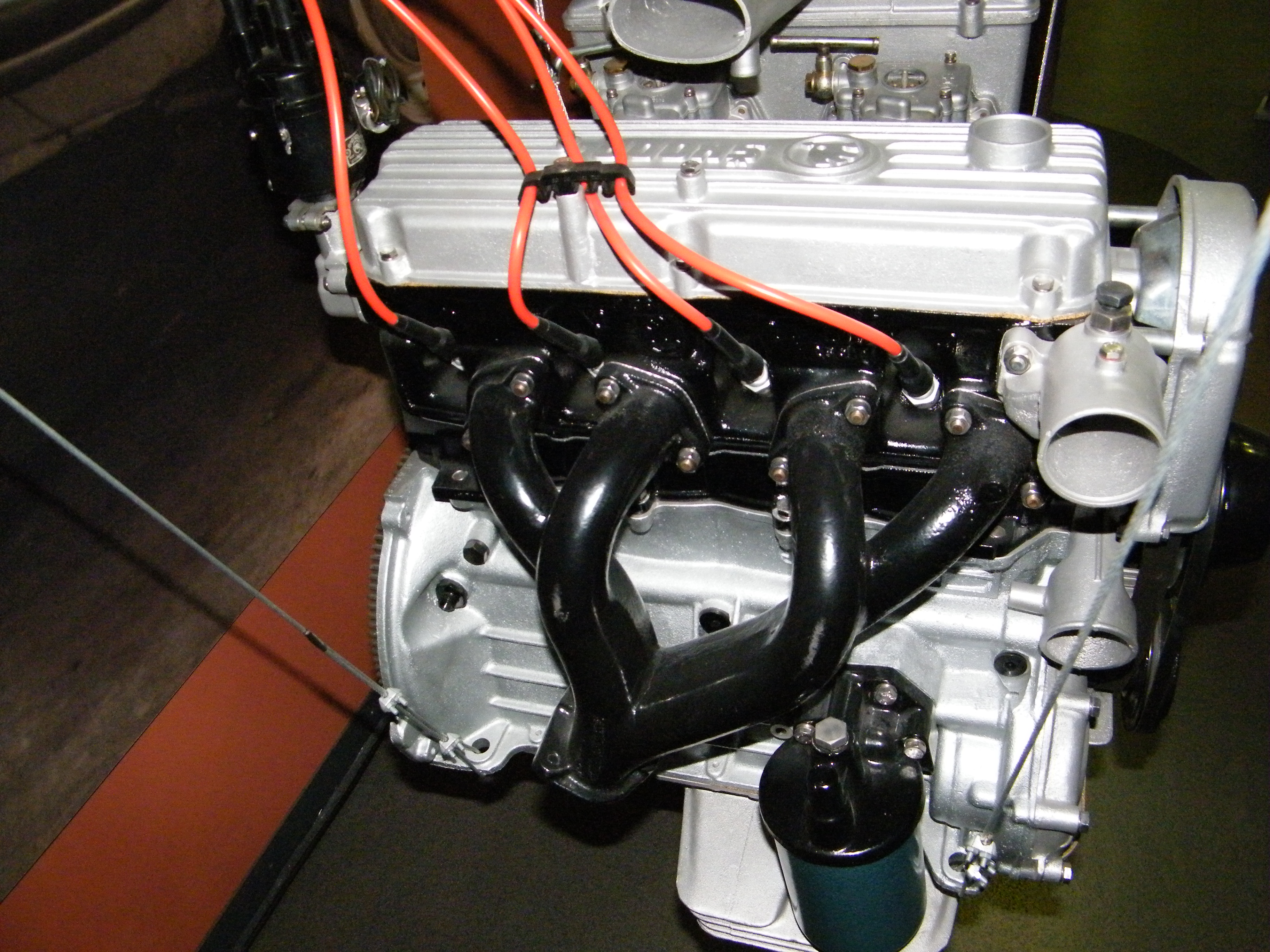
Motor Š 720/1500 s dvojitým karburátorem ve Škoda Auto Muzeu

O osudu Brokešova fastbacku nejsou informace, na amatérských snímcích z depozitáře Škoda Auto nefiguruje.
Z vozů Š 720 se Žáčkovou karosérií se dochoval červený sedan I-2, jenž se nachází v nálezovém stavu – z fotografie je patrné, že přední dveře a přední blatník na pravé straně mají zelený nátěr, což naznačuje, že pocházejí ze sedanu I-3. V současnosti čeká na renovaci v bratislavském Múzeu dopravy.
Dalším dochovaným Žáčkovým prototypem pětidveřové kombi I-4, jenž je v důsledku několika nehod a zásahů domácích kutilů v poněkud pozměněném stavu – namísto světle zelené barvy je nyní žluté, původní třívrstvá okna se časem rozlepila a byla nahrazena, přední maska je kvůli srážce zcela jiná atd. Naopak je zachován zcela původní pohonný řetězec včetně brzd, náprav, diferenciálu a atypických zadních poloos s křížovými klouby u kol. Dochovala se i většina interiéru, byť v opotřebeném stavu. Na podzim 2009 vůz jezdil na registračních značkách Plzeňského kraje a v částečně zrenovovaném stavu se objevil na oslavách 100. výročí výroby vozidel ve Vrchlabí.
Prototypů s Giugiarovou karosérií je nejvíce:
- 720 ID-2 byl z bílé přelakován na červeno a nachází se v bratislavském Múzeu dopravy, registrovaný je v Krupine
- 720 AD-2 je v depozitáři Škoda Auto (nepotvrzeno)[zdroj?]
- 720 Fastback, červené kupé v rukou soukromého majitele, je vystaveno v brněnském Technickém muzeu[3]
- 720 OP-1, modrý sedan, je vystaven jako neprovozní exponát v mladoboleslavském muzeu Škoda[1]
- 720 OP-2, přelakovaný na červeno, je registrován v Praze[1]
- jeden červený sedan je také v muzeu Volkswagenu (nepotvrzeno)[zdroj?]

Stopy ukončeného projektu však mohou dodnes sledovat všichni majitelé či pozorovatelé automobilů Škoda 105/120 z prvních let výroby: modely '76 až '80 totiž mají jak vnější tvar a vybavení karosérie (zrcátka, vnější kliky), tak i interiér (přístroje, volant, dveřní výplně) a různé drobnosti shodné nebo odvozené právě z projektu Š 720.